# El último héroe del Olimpo
El último héroe del Olimpo (título original en inglés: The Last Olympian) es una novela de fantasía y aventuras basada en la mitología griega escrita por Rick Riordan en 2009. Es la quinta y última novela de la serie Percy Jackson y los dioses del Olimpo y sirve como la secuela directa de La batalla del laberinto. Este libro originalmente se llama The Last Olympian (El último olímpico), pero el autor quiso que su título en español fuera El último héroe del Olimpo. El último héroe del Olimpo gira en torno al semidiós Percy Jackson mientras lidera a sus amigos en una última defensa para proteger el Monte Olimpo. 

## Sinopsis

### Profecía
El Oráculo de Delfos a Percy:
De los dioses más antiguos un mestizo.

Llegara a los dieciséis contra todo lo predicho.

Y en un sueño sin fin el mundo verá.

El alma del héroe, una hoja maldita habrá de segar.

Una sola decisión con sus días acabará.

El Olimpo preservará o asolará.

### Argumento
Con el de tratar de cortar la cabeza de enfoque de Cronos por mar, Percy y Beckendorf hacen un intento de destruir su nave, la princesa Andrómeda, colocando explosivos en el barco. Pero  Beckendorf es capturado y Percy lucha con un cangrejo gigante, derrotando Percy al crustáceo. Sin embargo, Cronos, aún poseyendo a Luke Castellan, no le coge con la guardia baja y mientras lucha contra Percy le enseña un transmisor. Beckendorf enciende su reloj, que es el detonador de los explosivos. Beckendorf sacrifica su vida para destruir la nave , mientras que Percy cae por la borda y se desmaya por el contacto con la guadaña de Cronos cuando luchó contra él en el barco. Percy se despierta por su medio hermano Tyson, el cíclope. Descubre que está en el palacio submarino de su padre Poseidón, que está en medio de la Guerra con el Titán Océano. Ahí, Percy conoce a la esposa y otros hijos de Poseidón, su padre. Percy quiere quedarse y ayudar a luchar con su padre, pero este lo envía de vuelta al Campamento Mestizo, pues dice que es muy peligroso y que lo necesitan a Percy en Nueva York, y decide que es hora de su hijo de escuchar La Gran Profecía que se refiere a él. Percy informa al campamento que hay un espía entre ellos y que es un mestizo del campamento, pues tiene un sueño en el que Cronos se refiere al espía, y que ayuda al ejército Titán a atacar en los aspectos más débiles del ejército del Campamento Mestizo. Percy sale de nuevo con Nico di Angelo, hijo de Hades, para llevar a cabo el plan que Nico le propuso para sobrevivir a la batalla y derrotar a Cronos, como se mencionó al final de "La batalla del Laberinto". Después de visitar a la madre de Luke en Westport, Connecticut, y hablar con Hestia, diosa del hogar, Percy adquiere una bendición de su madre, que le permitirá descender a los infiernos por segunda vez.  Con ayuda de Grover (que desaparecio dos meses al ser dormido por Morfeo), logran ingresar al Inframundo por la Puerta de Orfeo. Aquí, Nico traiciona a Percy llevándolo ante su padre Hades, para obtener información sobre su pasado, pero Hades rompe su promesa de no hacerle daño a Percy y lo encarcela, pero Nico lo ayuda a escapar. Los dos chicos siguen con el plan de Nico, que consistía en que Percy se tenía que bañar en las aguas negras del Río Estigio, y soportar la Maldición de Aquiles, para poder vencer a Cronos y ser invencible. Pero para no ser quemado por el agua del río tiene que pensar en alguien y piensa en Annabeth, y decide que su punto débil, lo que lo atiene a la vida mortal, es en la parte baja de la espalda. Percy emerge del Inframundo al derrotar a Hades y su ejército en la Ciudad de Nueva York, dejando detrás a un Nico muy deprimido. Después Percy se embarca hacia Manhatan para defenderla del Titán Cronos que quiere destruir el Olimpo, al mismo tiempo, los dioses se encuentran luchando contra su archienemigo Tifón que estuvo a punto de destruir el Olimpo siglos atrás. Mayor parte de los campistas mueren o quedan heridos de gravedad, pero Quirón llega al rescate con los Ponis Juerguistas (un grupo de centauros) y Thalia Grace con las cazadoras de Artemisa. De pronto, Rachel Elizabeth Dare llega a la batalla en un helicóptero para advertirle a Percy que él no es el héroe. Nadie sabe que significa eso, pero no tienen tiempo para charlar, debido a que el drakon acababa de llegar para atacar al Ejército Olímpico. Acto seguido, la cabaña de Ares, la cual se había mantenido ajena al combate, llega en el carro volador liderados por Clarisse, pero ésta es herida por el drakon. Entonces llega la verdadera Clarisse, y después de que derrotase al drakon, se revela que Silena Beauregard, de la cabaña de Afrodita y novia de Beckendorf, se había disfrazado de Clarisse para llevar a los hijos de Ares al combate. Silena también admite que ella era la espía de Cronos pero que quería arreglar las cosas, y muere como una heroína. La batalla continúa, y cuando todo parecía perdido y el Ejército del Titán había rodeado a los pocos que seguían en pie, Nico, Hades, Perséfone, Deméter y la Señorita O'Leary llegan para ayudar, lo que retrasa a los monstruos. El combate sigue en el Olimpo, debido a que Cronos desea destruir los tronos, y es ahí donde Percy, Annabeth, Grover y Thalia se enfrentan a Cronos. Ethan Nakamura, hijo de Némesis y miembro del ejército de Cronos, se rebela contra su amo e intenta atacarlo con la espada, pero ésta rebota en su estómago, y con un último aliento, Ethan le dice a Percy que los dioses menores merecen más. Gracias a Annabeth, Luke logra resistirse a Cronos, y a Percy se le presenta la decisión de darle a Luke la daga de Annabeth o no. Decide hacerlo y Luke se apuñala a sí mismo en su punto débil, acabando tanto con su vida como la de Cronos, y así, Luke se convierte en el héroe de la profecía. Al mismo tiempo, los dioses del Olimpo logran derrotar a Tifón gracias a la ayuda de Poseidón. Más tarde, los dioses y los héroes se reúnen en el Olimpo. Los dioses premian a los héroes (Annabeth rediseñará el Olimpo), y Percy les hace prometer que los dioses menores recibirán más respeto. Así es como se empiezan a construir más cabañas en el Campamento Mestizo para los dioses menores, y Rachel se convierte en la nueva Oráculo de Delfos y predice la segunda Gran Profecía, que dará inicio a "Los héroes del Olimpo".

## Cumplimiento de la profecía
- «De los dioses más antiguos un mestizo»: Se refiere a que el semidiós al que hacía referencia la profecía sería uno de los Tres Grandes hijos de Cronos, o bien Zeus, Hades o Poseidón. En el libro aparecen hijos de los tres, Nico di Angelo y Bianca di Angelo, son hijos de Hades, Percy es hijo de Poseidón y Thalía Grace es hija de Zeus.
- «Llegara a los dieciséis contra todo lo predicho»: Tanto Percy como Thalia han tenido que pasar por muchas situaciones difíciles en su vida, se han ganado la antipatía de muchos dioses, pero aun así han logrado sobrevivir. Sin embargo, la profecía se refiere a Percy, ya que Thalia, a pesar de ser mayor que Percy, ha quedado congelada a la edad de 15 años por la bendición de Artemisa. Nico di Angelo, es menor que Percy, por lo que, a menos que Percy muera antes de su decimosexto cumpleaños, está a salvo.
- «Y en un sueño sin fin el mundo verá»': El dios menor Morfeo, que se ha aliado a los titanes, usa sus poderes para dormir a toda la población de Nueva York.
- «El alma del héroe, una hoja maldita habrá de segar»: Esta parte se aclara recién al final, ya que un héroe, Luke Castellan, sega su propia vida con una hoja maldita, el cuchillo que había regalado a Annabeth cuando la conoció, prometiéndole que serían una familia mejor de la que habían tenido con sus padres, al romper la promesa de Annabeth el cuchillo quedó maldito.
- «Una sola decisión con sus días acabará»: Se refiere a la decisión que Percy debe tomar, pero como no sabe cuál es, se pasa la mayor parte del tiempo nervioso, temiendo equivocarse. Al final, la decisión se limita a darle o no una oportunidad a Luke de que él mismo luche contra Cronos.
- «El Olimpo preservará o asolará»: De la decisión que tomará Percy y de la profecía dependía el futuro no solo del Olimpo, sino de toda la civilización occidental.